# Dramatiker
En dramatiker skaber dramaer. Oftest bruges betegnelsen om den, der skriver manuskripter til teaterstykker, skuespil, film, tv og radio. En dramatiker kan på eget initiativ vælge at arbejde på et projekt eller modtage en bestilling fra et teater eller forlag. Ved skabelsen af et dramatisk værk bruger en del dramatikere en dramaturg eller en instruktør. I mange tilfælde oversætter dramatikere internationale værker, og mange dramatikere har glæde af deres kendskab til fremmedsprog.
En husdramatiker har i længere tid fast tilknytning til et teater. De fleste teatre ansætter hellere en dramatiker til en enkel forestilling eller et projekt.
I Danmark uddannes dramatikere på  Dramatikeruddannelsen ved Aarhus Teater; det er den eneste statsligt anerkendte (og SU-berettigede) uddannelse for dramatikere i Danmark. Derudover findes en række højskolekurser, samt Forfatterskolen i København, der også beskæftiger sig med drama. Dramatikere er i Danmark organiseret i Danske Dramatikeres Forbund.